# Hemisaga vepreculae
Hemisaga vepreculae là một loài côn trùng thuộc họ Tettigoniidae. Đây là loài đặc hữu của Úc.